# (99905) Jeffgrossman
(99905) Jeffgrossman (2002 QX50) – planetoida z pasa głównego asteroid okrążająca Słońce w ciągu 6,43 lat w średniej odległości 3,46 j.a. Odkryta 27 sierpnia 2002 roku.